# Schlieren-kocsi
A (rövid) Schlieren-kocsi egy ausztriai vasúti személykocsi család, melyet svájci licenc alapján 1965 és 1981 között gyártott az ausztriai SGP és a Jenbacher Werke az Osztrák Szövetségi Vasutak számára. A közkeletű megnevezés az egyik licencadó járműgyártó, az SWS Schlieren nevéből és székhelyéből ered, mely település Svájcban, Zürich mellett található. A típus tehát a megtévesztő külső hasonlóság ellenére nem azonos a svájci vasúttársaságok EW I és EW II típusú személykocsijaival. De nem tévesztendő össze a szintén ausztriai járműgyárak által az osztrák vasút számára gyártott Hosszú Schlieren-kocsikkal sem, melyek e típuscsalád továbbfejlesztésével jöttek létre és jelenleg CityShuttle márkanév alatt futnak.

## A személykocsik üzeme az ÖBB-nél

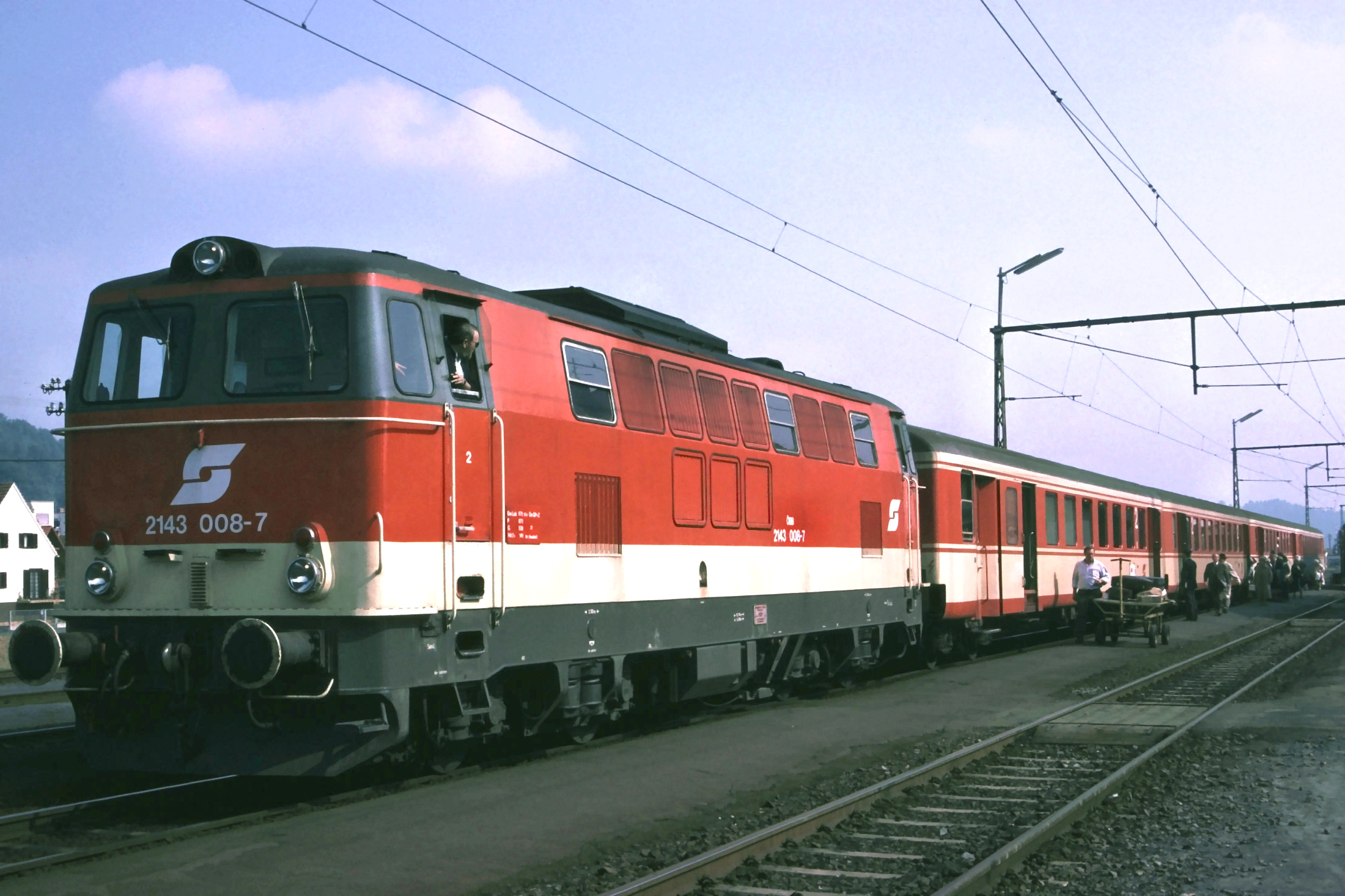
Schlieren-kocsikból álló személyvonat a stájerországi Feldbachban

A járműveket elsősorban a belföldi távolsági forgalom számára tervezték, de az ÖBB-nél telt éveik alatt nemzetközi gyors- és személyvonatokkal eljutottak Olaszországba, Svájcba, Németországba és Magyarországra is. Engedélyezett sebességük kezdetben 120 km/h volt, de az 1967-től kezdődően gyártott példányoknál már 140 km/h-ra módosították. A típuscsalád fő ismérvei a termes utastér, az alacsony tetőívelés, a kifelé nyíló kétszárnyú (de viszonylag szűk) feljáróajtók és azok jellegzetes elrendezése a kocsivégeknél - a mosdóhelyiség és kapcsolószekrény van a kocsi legvégén, a feljáróajtók ettől beljebb az utastér felé (hasonló jellegzetességgel bírnak még a francia Corail-kocsik egyes altípusai is). A személykocsikból készült elsőosztályú, első-/másodosztályú, másodosztályú és másodosztályú-poggyászteres kivitel is, összesen 810 darab. Néhány másodosztályú kocsiban bisztrószakaszt is kialakítottak.

## A személykocsik utóélete

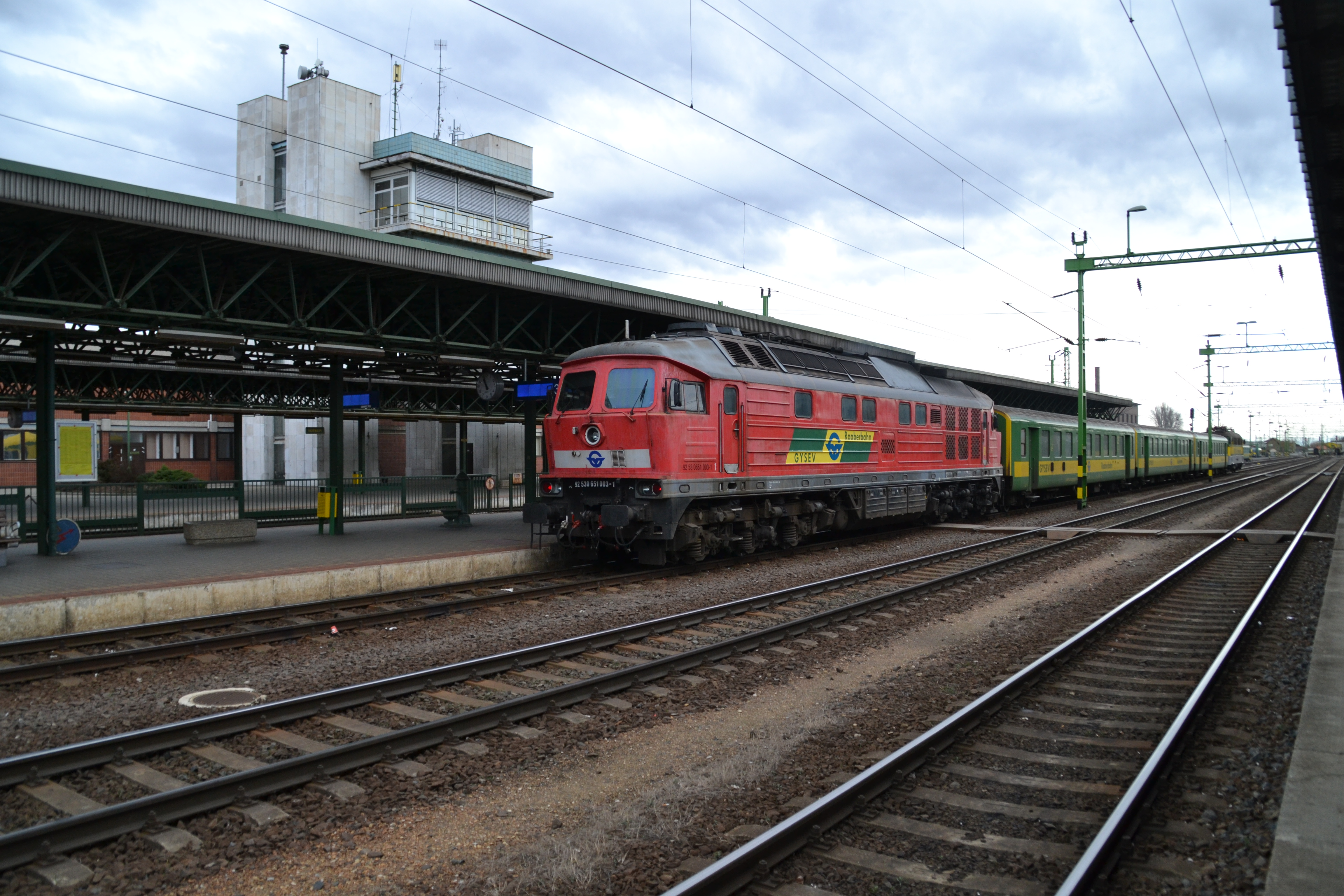
Schlieren-kocsikból álló személyvonat Sopronban

Az ÖBB a 2000-es években kezdte nagyobb arányban a típust kivonni a forgalomból és selejtezni vagy értékesíteni. Az ÖBB több személykocsit megőrzött múzeumi- és különvonati célokra, ezek az ÖBB nosztalgiaüzeméhez (ÖBB Erlebnisbahn) kerültek. 2003-ban, az akkor alakult szlovákiai BRKS magán vasúttársaság az államvasúttól átvett Pozsony-környéki vonalain például az ÖBB-től bérelt Schlieren-kocsikkal látta el a személyforgalmat. Magyarországon a GYSEV és a MÁV Nosztalgia vásárolt több darabot, előbbi menetrend szerinti személyvonataihoz, utóbbi pedig az élményvonatokhoz. Koszovó vasúttársasága, a Trainkos (volt HK/KŽ) 2009-2011 között összesen 10 Schlieren-kocsit vett át, melyekkel a svéd eredetű, régebbi személykocsijait cserélte le. Érdekesség, hogy az ország vitatott nemzetközi elismertségéből eredően nem rendelkezik UIC-országkóddal sem, a kocsik ezért eredeti osztrák pályaszámukon álltak forgalomba.
Napjainkban már nem üzemelteti őket az ÖBB, nagy részük leállítva várja további sorsát.

## Popkultúra
- A 2013-ban bemutatott Fák jú, Tanár úr! c. vígjátékban "rajzórát" tartanak, melynek témája a Wholetrain (Az egész kocsit kigraffitizik). Ennek az áldozata két ÖBB festésű Schlieren személykocsi, még a társaság régi logo-jával az oldalán.